# Bunbury Airport
Bunbury Airport är en flygplats i Australien. Den ligger i kommunen Bunbury och delstaten Western Australia, omkring 160 kilometer söder om delstatshuvudstaden Perth.
Närmaste större samhälle är Bunbury, nära Bunbury Airport. 
Trakten runt Bunbury Airport består till största delen av jordbruksmark. Runt Bunbury Airport är det glesbefolkat, med 13 invånare per kvadratkilometer. Genomsnittlig årsnederbörd är 1 014 millimeter. Den regnigaste månaden är maj, med i genomsnitt 183 mm nederbörd, och den torraste är februari, med 9 mm nederbörd.